# 马丁·基翁
马丁·基翁（Martin Raymond Keown，1966年7月24日—）曾经是英格兰足球运动员，他的职业生涯大部分时间都是在阿森纳、阿斯顿维拉和埃弗顿度过。现在他是阿森纳的兼职球探和教练，同时也担任BBC的转播顾问。

## 俱乐部生涯
基翁是一名作风强硬的中后卫，幼时曾经在牛津当地球队受训，并于1980年和阿森纳签订学徒合同。1984年，基翁被阿森纳租借到低级别球队布莱顿锻炼，他在那里度过职业生涯的第一个赛季。
直到1985年11月23日，基翁才在客场0比0战平西布罗姆维奇的联赛首次代表阿森纳出场。那时候（Don Howe）还是球队的主教练，他有意培养基翁，在该赛季基翁得到22次联赛出场机会。但在1986年5月14日被任命为阿森纳的主教练后，他宣布基翁并不在他改造阿森纳的计划中，基翁只能寻求转会。1986年6月9日，他以20万英镑的身价加盟阿斯顿维拉。
这时候的阿斯顿维拉已经不是在1981年夺得联赛冠军继而在1982年捧得欧洲冠军杯的那支球队，在1985/86赛季，维拉队惊险保级，主教练（Graham Turner）蒙受巨大压力。维拉在新赛季开赛几轮表现糟糕，特纳被解雇，接手球队的是前赛季带领升班马曼城成功保级的（Billy McNeill），但球队的成绩却始终没有好转。虽然基翁在这个赛季出场36次，但没有改变维拉队在征战顶级联赛12年后以联赛最后一名的成绩降入乙级联赛的命运。
降入乙级后，维拉队任命（Graham Taylor）为球队主教练。基翁成为泰勒的重建计划中的重要组成部份。他在1987/88赛季中只缺席两场联赛，打进3个进球，帮助维拉队以第二名的成绩重返英甲联赛。而在随后的一个赛季中，他又帮助维拉队成功保级。
基翁的表现也引起其他大俱乐部的注意。1989年8月7日，在1989/90赛季前夕，埃弗顿以75万英镑的转会费买入基翁。基翁在埃弗顿有一个美好的开始，俱乐部在圣诞节前曾经一度排名榜首，有望赢得联赛冠军。但圣诞节后球队战绩糟糕，最终只获得联赛第六名。基翁在这个赛季出场20次。（Howard Kendall）接任球队主教练后，基翁的出场次数逐渐增加，1990/91赛季达到24次，而在1991/92赛季基翁只缺席三场联赛。他也凭借该赛季在联赛中的出色表现首次入选英格兰国家队。
1993年2月，埃弗顿接受阿森纳200万英镑的报价，基翁重返阿森纳。基翁取代受伤病困扰的（Steve Bould）成为球队主力，并在该赛季的剩余比赛中为阿森纳出场16次，但由于此前代表埃弗顿参加杯赛，他错过了阿森纳历史性获得足总杯和联赛杯双冠王的荣誉。此外，在接下来的赛季虽然基翁在欧洲优胜者杯比赛的前几轮获得过出场机会，但击败帕尔马的决赛中并没有出场。
在加盟阿森纳后的前四个完整赛季，基翁几乎没有错过一场联赛。但在阿森纳获得联赛足总杯双冠王的1997/98赛季，他只出场18场联赛。直到2002/2003赛季，基翁都是阿森纳的主力，期间阿森纳在2001/2002赛季再次获得双冠王，2003年又捧得足总杯。2003/2004赛季，阿森纳以联赛不败的成绩再次夺得联赛冠军，基翁代表球队出场10次，刚好达到拿到冠军奖牌的最低限度。
2004年夏季，基翁自由转会到莱斯特城，但不到6个月就离开球队，有传言说他和莱斯特城老板米基·亚当斯彻底闹翻。2005年1月，基翁和雷丁签约至赛季结束，之后宣布正式退役。
2005年8月，基翁加入纽博里俱乐部的教练组，后来又回到阿森纳，并且拿到教练证书。前阿森纳主教练特里·尼尔认为他是使阿森纳后防线年轻球员迅速成熟的关键人物。2007/08赛季，基翁也曾经在牛津大学足球队兼职教练。
基翁现在也是BBC足球报道以及爱尔兰电视台TV3欧洲冠军联赛的转播顾问。

## 国家队生涯
基翁曾经入选英格兰U16和U18国家队。1992年，他在和法国队的比赛中第一次代表英格兰出场。在（Mark Wright）受伤后，他入选英格兰1992年欧洲足球锦标赛的名单，并参加英格兰的所有三场小组赛。
接任英格兰教练后，基翁没有获得代表国家队出场的机会。直至1997年接手球队后，基翁才重返国家队，并随队参加1998年世界杯，但没有出场。在的手下，基翁获得比较固定的出场次数，他在2000年欧洲足球锦标赛出场两次。
在2000年10月11日和芬兰队的世界杯外围赛中，第二次担任英格兰队临时主教练的指定基翁担任球队队长，这也是基翁唯一一次担任英格兰国家队队长。此后，年事已高的基翁逐渐淡出国家队，虽然将基翁列入2002年世界杯的名单，但他并没有获得一分钟的出场时间。

## 荣誉
- 英格兰超级联赛冠军：1997/98，2001/02，2003/04
- 英格兰足总杯冠军：1998，2002，2003
- 英格兰社区盾冠军：1998，1999，2002